# 가쪽반지모뿔근
가쪽반지모뿔근(lateral cricoarytenoid, anterior cricoarytenoid로도 불림) 또는 외측윤상피열근(外側輪狀披裂筋)은 반지연골 가쪽에서 모뿔연골의 근육돌기까지 이르는 근육이다. 가쪽반지모뿔근은 모뿔연골을 안쪽으로 돌려 성대를 모으고, 따라서 성대밑주름을 닫고 기도를 보호한다. 이 작용은 뒤반지모뿔근과 정반대이다. 미주신경(10번 뇌신경)의 가지인 되돌이후두신경이 가쪽반지모뿔근에 분포한다.

## 추가 이미지

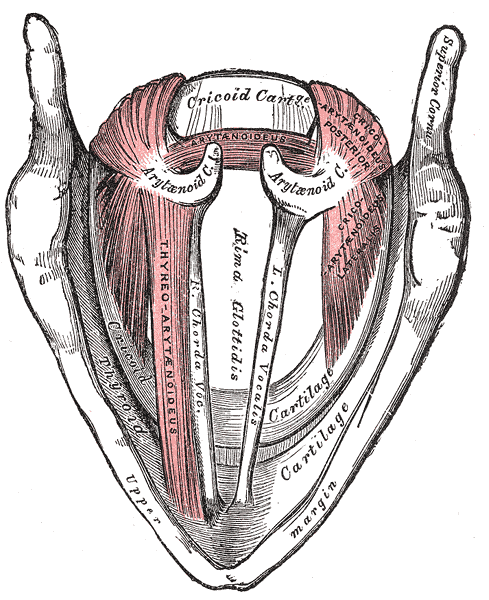
위에서 본 후두의 근육들

## 같이 보기
- 반지연골